# Ultra vires
Ultra vires er et latinsk begreb, som egentlig betyder uden magt eller ud over beføjelser. Begrebet betegner det at handle i strid med sine beføjelser eller handle på et område, som aktøren ikke er blevet tildelt beføjelser til at handle. En myndighed, som handler uden for sit kompetenceområde handler ultra vires. Handlinger, der er ultra vires, betegnes som "ugyldige". Begrebet ultra vires anvendes især i folkeret.
Intra vires
Det modsatte af ultra vires er en handling udført under behørig myndighed, altså intra vires. Intra vires der betyder inden for beføjelser. Handlinger, der er intra vires, kan tilsvarende betegnes "gyldige".